# Rainer Podlesch
Rainer Podlesch (Dobbertin, 4 de octubre de 1944) es un deportista alemán que compitió para la RFA en ciclismo en la modalidad de pista, especialista en las pruebas de persecución por equipos y medio fondo. Su hijo Carsten también compitió exitosamente en ciclismo en pista.
Participó en dos Juegos Olímpicos de Verano, en los años 1968 y 1972, obteniendo una medalla de plata en México 1968, en la prueba de persecución por equipos (junto con Udo Hempel, Karl Link, Karl-Heinz Henrichs y Jürgen Kißner).
Ganó nueve medallas en el Campeonato Mundial de Ciclismo en Pista entre los años 1967 y 1983.

## Medallero internacional
| Juegos Olímpicos   | Juegos Olímpicos            | Juegos Olímpicos  | Juegos Olímpicos            |
| Año                | Lugar                       | Medalla           | Competición                 |
| ------------------ | --------------------------- | ----------------- | --------------------------- |
| 1968               | Ciudad de México (México)   | Medalla de plata  | Persecución por equipos     |
| Campeonato Mundial |                             |                   |                             |
| Año                | Lugar                       | Medalla           | Competición                 |
| 1967               | Ámsterdam (Países Bajos)    | Medalla de bronce | Persecución por equipos (A) |
| 1971               | Varese (Italia)             | Medalla de plata  | Medio fondo (A)             |
| 1973               | San Sebastián (España)      | Medalla de plata  | Medio fondo (A)             |
| 1976               | Monteroni di Lecce (Italia) | Medalla de bronce | Medio fondo (A)             |
| 1977               | San Cristóbal (Venezuela)   | Medalla de bronce | Medio fondo (A)             |
| 1978               | Múnich (RFA)                | Medalla de oro    | Medio fondo (A)             |
| 1981               | Brno (Checoslovaquia)       | Medalla de plata  | Medio fondo (A)             |
| 1982               | Leicester (Reino Unido)     | Medalla de bronce | Medio fondo (A)             |
| 1983               | Zúrich (Suiza)              | Medalla de oro    | Medio fondo (A)             |

1. ↑  Compitió en la ronda de clasificación.